# Novoural'sk
Novoural'sk è una città della Russia siberiana estremo occidentale (Oblast' di Sverdlovsk), situata lungo l'alto corso del fiume Nejva, 67 km a nord di Ekaterinburg; dal punto di vista amministrativo, dipende direttamente dalla oblast' ed è sottoposta, in quanto città chiusa, al controllo del governo federale.

## Società

### Evoluzione demografica
Fonte: mojgorod.ru
- 1995: 92.500
- 2000: 93.700
- 2007: 93.400